# Paul Habel
Paul Hermann Ferdinand Habel (* 30. Oktober 1862 in Breslau, Provinz Schlesien; † August/September 1937 ebenda) war ein deutscher Gymnasiallehrer und Klassischer Philologe.

## Leben
Paul Habel studierte nach dem Abitur am Breslauer Elisabet-Gymnasium ab 1882 Klassische Philologie an der Universität Breslau u. a. bei Georg Wissowa und Wilhelm Studemund und wurde dort 1888 promoviert. Anschließend war er bis zu seinem Ruhestand 1928 als Lehrer am Johannesgymnasium in Breslau tätig.
Er schrieb zahlreiche Artikel für Paulys Realencyclopädie der classischen Altertumswissenschaft. Auch beschäftigte er sich mit der Geschichte und den Breslauer Bauten.
Zudem war er als Bergsteiger aktiv und im Karpaten- und im Alpenverein tätig. Nach ihm wurde der Südwestgipfel des Bradavica im slowakischen Teil der Hohen Tatra, an dessen Besteigung im Jahr 1896 er teilgenommen hatte, „Habelturm“ benannt; ferner ist die Noack-Habel-Scharte nach ihm benannt.

## Schriften (Auswahl)
- De Pontificum romanorum inde ab Augusto usque ad Aurelianum condicione publica. Caput I: Fasti pontificum maximorum et pontificum. Breslau 1888 (Dissertation).
  - veröffentlicht als: De pontificum romanorum inde ab Augusto usque ad Aurelianum condicione publica (= Breslauer philologische Abhandlungen Bd. 3, Heft 1). Koebner, Breslau 1888 (Digitalisat).
- Zur Geschichte des in Rom von den Kaisern Elagabalus und Aurelianus eingeführten Sonnenkultes. In: Commentationes in honorem Guilelmi Studemund. Straßburg 1889, S. 91–107.
- Die neuesten Ausgrabungen der Deutschen und Neugriechen auf griechischem Boden. In: Nord und Süd 56, Heft 167, S. 198–221 (Digitalisat).
- Wanderungen antiker Denkmäler. In: Nord und Süd 64, Heft 192, 1893, S. 340–360.
- Willy Strehl: Grundriss der alten Geschichte und Quellenkunde. I. Griechische Geschichte. 2. Ausgabe von Habel, Breslau 1901.
- Die Hohe Tatra. Sieben Farbendrucke und sechsundzwanzig Holzschnitte nach Aquarellen von E. T. Compton. Text von Paul Habel nebst einer dreifarbigen Karte. Weber, Leipzig 1905.
- Neuer Führer durch Breslau. Breslau 1905.
- Führer durch Breslau mit zahlreichen Bildern und einem farbigen Stadtplane. 2. Auflage Breslau, Verein zur Hebung des Fremdenverkehrs, Breslau 1908, 3. Auflage 1910, 4. Auflage 1912, 5. Auflage 1913 (Digitalisat).
- Das architektonische Bild Breslaus, ein Beitrag zur Heimatkunde. Beilage zum Jahresberichte des Johannes-Gymnasiums zu Breslau, Breslau 1910 (Digitalisat).
- Die Stadtpläne Breslaus. In: Schlesische Monatshefte. Blätter für Kultur und Schrifttum der Heimat 2/8, 1925, S. 393–398
- Der Stadtplan [von Breslau] des Bartel Weihner [1562; Photolithographisch reproduziert u. im Offsetverfahren gedr.] [Beschreibg] von Habel, Breslau 1929.